# Emil (prénom)
Pour les articles homonymes, voir Émile.
Emil est un prénom hongrois masculin.